# Rudolph Bamberger
Rudolph Bamberger (* 4. Februar 1821 in Mainz; † 7. Juni 1900 in Baden-Baden) war ein deutscher Bankier, hessischer Politiker und ehemaliger Abgeordneter der 2. Kammer der Landstände des Großherzogtums Hessen.

## Familie
Rudolph Bamberger war der Sohn des Bodenheimer Kaufmanns und Bankiers Aaron Jakob August Bamberger (1790–1858) und dessen Frau Amalia, geborene Bischoffsheim (1802–1877). Er hatte sechs Geschwister, darunter den bekannten Bankier und Politiker Ludwig Bamberger. Rudolph Bamberger, der jüdischen Glaubens war, heiratete die aus Bonn stammende Berta, geborene Seligmann. Sein Sohn Franz Bamberger wurde ab 1911 ebenfalls hessischer Landtagsabgeordneter.

## Beruf und Politik
Rudolph Bamberger war Bankier und führte das von seinem Vater August Bamberger gegründete Bankhaus Bamberger & Co. in Mainz. 1879 wurde er Handelsrichter am Landgericht Mainz und 1891 zum Kommerzienrat ernannt.
In der 19. und 20. Wahlperiode (1866–1872) war Rudolph Bamberger Abgeordneter der zweiten Kammer der Landstände des Großherzogtums Hessen. In den Landständen vertrat er den Wahlbezirk Rheinhessen 6/Wörrstadt. Er war Mitglied der Deutschen Fortschrittspartei.